# 银泉 (马里兰州)
银泉（英語：Silver Spring）是美国马里兰州蒙哥马利县的重要城市之一，是美国国家海洋和大气管理局（NOAA)、探索频道（Discovery Channel）总部和精选酒店（Choice Hotels）总部所在地。

## 历史
1840年，弗朗西斯·普雷斯顿·布莱尔（Francis Preston Blair）在现在银泉所在地发现了一眼带有银色颗粒的泉水。随后弗朗西斯·普雷斯顿·布莱尔把这一带命名为银泉。后来发现这些银色的颗粒为云母和碳酸钙颗粒。

## 行政区划
银泉属于自然聚居区，没有相应的政府机构。

## 外部連結

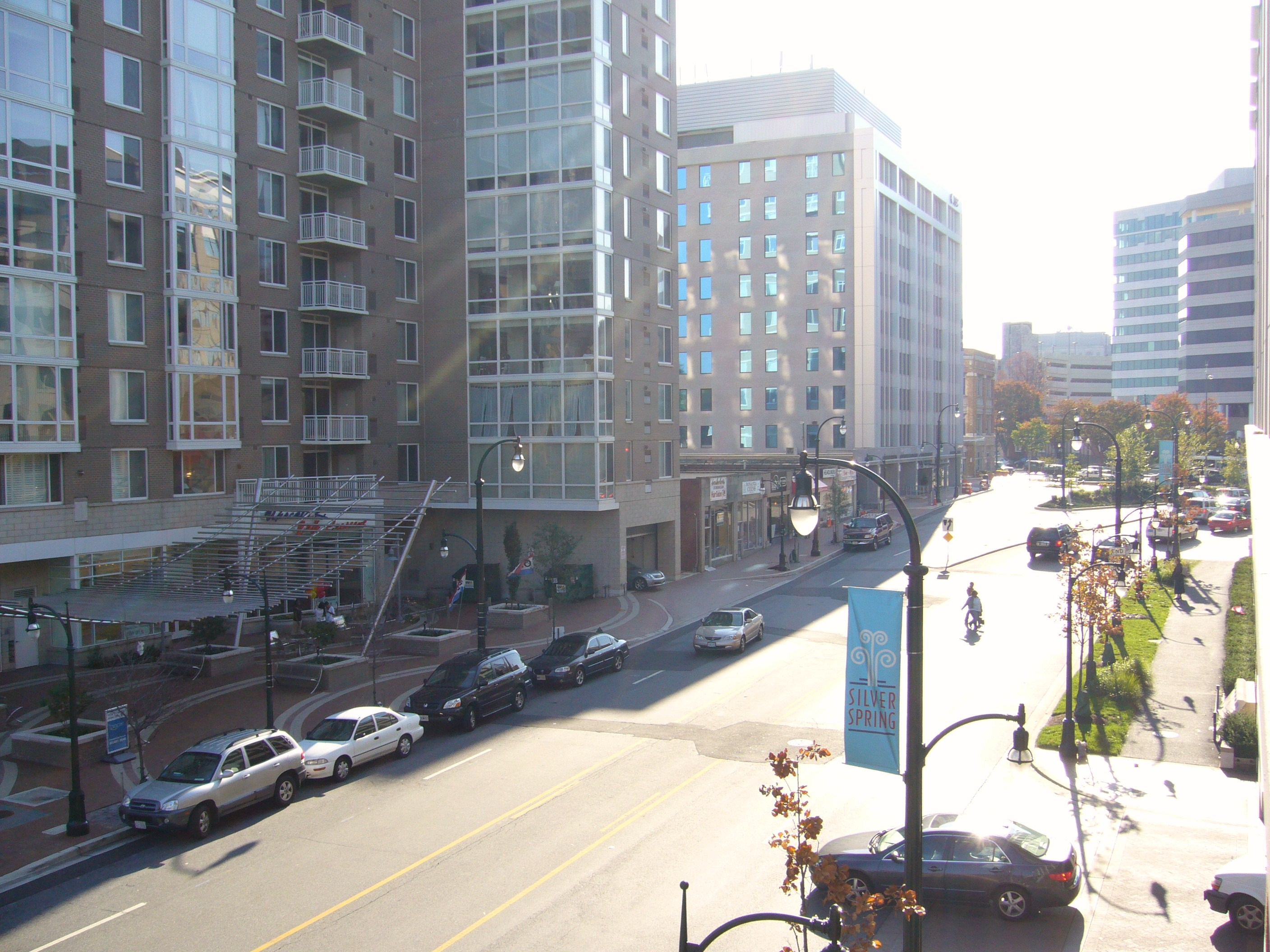
银泉城區

- The Silver Spring Regional Center （页面存档备份，存于）